# Череватенко Іван Якович
Череватенко Іван Якович (*21 лютого 1865, с. Россош Острогозького повіту Воронезької губернії - †24 листопада 1893, Россош) - український письменник другої половини XIX ст. 

## Біографія
Іван Якович Череватенко народився у багатодітній сім'ї. Навчався в Россошанський двокласній школі, потім у Воронезькому реальному училищі. Але освіту не закінчив - померли батьки, потім старший брат, необхідно було заробляти на життя, щоб прогодувати себе та трьох молодших братів.

## Творчість
У його творчому доробку І.Я. Череватенка були твори різних жанрів: вірші, оповідання, драми, проте збереглися тільки один водевіль («Чорноморець») і одне оповідання («Не так складається, Як бажається»).
Водевіль «Чорноморець», написаний І. Череватенко в 1888 р., будується на популярному народному та широко відомому в українській літературі XIX ст. сюжеті про перемогу закоханої пари в боротьбі за щасливе сімейне життя. Як і в п'єсах українських письменників Івана Котляревського («Наталка Полтавка»), Григорія Квітки-Основ'яненка («Шельменко-денщик») та ін., у водевілі Череватенка хлопець і дівчина, прості селяни, які живуть в слободі Майдан (можливо, десь біля Росоші, малої батьківщини письменника), подолавши всілякі життєві перешкоди, домагаються від батьків дозволу на одруження. Широко представлено усну народну творчість - мудрі прислів'я та приказки, красу української пісні, яка і зараз живе на Слобожанській землі.
Рефреном через всю п'єсу проходить улюблена героями пісня про чорноморця - сміливого і меткого козака, який не сумує в складних життєвих ситуаціях.

## Заповіт Івана Череватенка
Головна справа життя І. Череватенка - це його заповіт в тисячу рублів на українське книговидання. На ці гроші письменник Б. Грінченко заснував книжкове видавництво і надрукував 50 книг накладом 200 тис. прим., а потім віддав таку ж суму львівській «Просвіті» для продовження роботи Фонду І. Череватенка з підтримки української книги.
Помер І. Череватенко від туберкульозу 24 листопада 1893 в Росоші, там же і похований. Він прожив всього 28 років.